# 499 p.n.e.
| [ Edytuj tabelę ] |                                                                       |
| Władca Chin       | - 520 p.n.e. Jingwang 476 p.n.e.                                      |
| Król Kartaginy    | - 510 p.n.e. Hamilkar Magonida 480 p.n.e.                             |
| Król Macedonii    | - 547 p.n.e. Amyntas I 498 p.n.e.                                     |
| Władca Persji     | - 522 p.n.e. Dariusz Wielki 486 p.n.e.                                |
| Król Sparty       | - 520 p.n.e. Kleomenes I 490 p.n.e. - 515 p.n.e. Demaratos 491 p.n.e. |
| Król Syngalezów   | - 504 p.n.e. Panduvasdeva 474 p.n.e.                                  |

Rok 499 p.n.e.
stulecia: VI wiek p.n.e. ~
V wiek p.n.e. ~
IV wiek p.n.e.

lata: 509 p.n.e. «
503 p.n.e. «
502 p.n.e. «
501 p.n.e. «
500 p.n.e. «
499 p.n.e. »
498 p.n.e. »
497 p.n.e. »
496 p.n.e. »
495 p.n.e. »
489 p.n.e.

## Wydarzenia
- Rzym zwyciężył Latynów.
- Oblężenie Naksos przez Persów.
- Z inicjatywy Arystagorasa, tyrana Miletu, wybuchło powstanie jońskie przeciw Persji.
- Ajschylos zaprezentował swój pierwszy utwór teatralny[1].

## Urodzili się
- Książę Tissa, władca Syngalezów na Sri Lance (zm. 437 p.n.e.).